# Flóabardagi

Flóabardagi (o la Batalla del Golfo) fue una batalla naval que tuvo lugar en la bahía de Húnaflói, Islandia el 25 de junio de 1244, durante el turbulento periodo de guerra civil conocido como Sturlungaöld. Las partes implicadas fueron los seguidores del caudillo Þórður kakali Sighvatsson por un lado y los de Kolbeinn ungi Arnórsson por otro. Los hombres de Þórður procedían de los Vestfirðir, mientras que los de Kolbeinn eran norteños. En total sumaban unos 680 combatientes y 35 naves. Las armas principales fueron rocas que se lanzaban desde los barcos. Una descripción detallada de la batalla se encuentra en la saga Sturlunga.